# Gillies (Ontario)
Gillies es un municipio canadiense situado en la provincia de Ontario.

## Superficie
Gillies tiene una superficie de 92,68 km².

## Demografía
En 2021, tenía 441 habitantes, una densidad poblacional de 4,8 hab./km², y 208 viviendas.